# Tour de Lorraine
Das Straßenradrennen Tour de Lorraine war ein französischer Radsportwettbewerb, der als Etappenrennen von 1936 bis 1982 in der früheren Region Lothringen (französisch Lorraine) veranstaltet wurde.

## Geschichte
1936 wurde das Rennen begründet und mit einigen Unterbrechungen bis 1982 veranstaltet. Es war ein Rennen für Berufsfahrer und hatte 10 Austragungen.
1986 wurde eine Tour de Lorraine Juniores eingeführt, die an das alte Streckenprofil anknüpfte.

## Palmarès
- 1936  Jean Majerus
- 1937–1945 nicht ausgetragen
- 1946  Jean Majerus
- 1947  Attilio Redolfi
- 1948  Mario Fazio
- 1949  Gilbert Bauvin
- 1950  Gustave Speeckaert
- 1951  Jean Kirchen
- 1952  Bim Diederich
- 1953  Ugo Anzile
- 1954–1981 nicht ausgetragen
- 1982  Jean-René Bernaudeau